# Aéroport de Dembidolo
L'aéroport de Dembidolo est situé dans la ville de Dembidolo en Éthiopie. Doté d'une seule piste non goudronnée, cet aéroport est notamment desservi par la compagnie Ethiopian Airlines.

## Situation
| \| 100 km1:14 593 000 \| Jimma Diré Dawa Addis-Abeba Mekele Arba Minch Asosa Aksoum Dar Kombolcha Gambela Gode Gondar Humera Jijiga Kebri Dahar Lalibela Robe Semera Shire |
| 100 km1:14 593 000 |